# Kovvur
Kovvur, auparavant appelée Govur, est une ville du district du Godavari oriental dans l'État d'Andhra Pradesh en Inde. 
Selon le recensement de l'Inde de 2011, la localité compte une population de 19 244 habitants estimée à 54 000 en 2024.